# یفری ریس (بازیکن فوتبال، زاده ۱۹۹۵)
یفری ریس (انگلیسی: Yefri Reyes؛ زادهٔ ۲۳ اوت ۱۹۹۵) بازیکن فوتبال اهل جمهوری دومینیکن است.
از باشگاه‌هایی که در آن بازی کرده‌است می‌توان به اشاره کرد.
وی همچنین در تیم ملی فوتبال جمهوری دومینیکن بازی کرده‌است.